# 목세칭
목세칭(睦世秤, 1487년 ~ 1551년)은 조선 중기의 학자로, 자(字)는 공달(公達), 호(號)는 현헌(玄軒), 본관은 사천(泗川)이다. 목첨(睦詹)의 아버지이다.

## 생애
김식(金湜)의 외사촌 동생으로, 그의 문하에서 가르침을 받았다.
별과천목(別科薦目)에서 학행(學行)이 있다는 평가를 받았으나 과거에는 급제하지 못했고, 기묘사화가 일어난 뒤 다시는 과거 공부를 하지 않았다.
매일 같은 동네의 신명인(申命仁), 숙부와 함께 시와 술로 스스로 즐겼으며, 사후 아들 목첨(睦詹)이 현달하자 이조참판(吏曹參判)에 추증되었다.

## 가족 관계
- 증조 - 목보남(睦寶男)[4] : 서천군수(舒川郡守), 목진공(睦進恭, ? ~ 1426년)의 아들
  - 조부 - 목철성(睦哲成)[4] : 예빈시첨정(禮賓寺僉正), 증(贈) 사복시정(司僕寺正)
    - 아버지 - 목희안(睦希顔)[4] : 증 이조참의(吏曹參議)
      - 부인 - 의금부경력(義禁府經歷) 조격(趙激)의 딸[4]
        - 아들 - 목첨(睦詹, 1515년 ~ 1593년)[4] : 이조참판(吏曹參判)